# Sphecosoma perconstrictum
Sphecosoma perconstrictum là một loài bướm đêm thuộc phân họ Arctiinae, họ Erebidae.